# François Bacqué
François Robert Bacqué (ur. 2 września 1936 w Bordeaux, zm. 9 listopada 2023 w Rzymie) – francuski duchowny katolicki, arcybiskup, nuncjusz apostolski.

## Życiorys
1 października 1966 otrzymał święcenia kapłańskie i został inkardynowany do archidiecezji Bordeaux. W 1967 rozpoczął przygotowanie do służby dyplomatycznej na Papieskiej Akademii Kościelnej.
17 czerwca 1988 został mianowany przez Jana Pawła II nuncjuszem apostolskim na Sri Lance oraz biskupem tytularnym Gradisca. Sakry biskupiej 3 września 1988 udzielił mu kardynał Agostino Casaroli. 
Od 1994 reprezentował Stolicę Świętą w Dominikanie. 27 lutego 2001 został przeniesiony do nuncjatury w Holandii. 15 grudnia 2011 przeszedł na emeryturę.